# 总状绿绒蒿
总状绿绒蒿（学名：Meconopsis racemosa），为罂粟科绿绒蒿属下的一个植物种。生于海拔3000-4900公尺的草坡、石坡或林下。分布于中国甘肃、青海、四川、云南、西藏等地。